# ACM
ACM(Association for Computing Machinery)은 1947년에 설립된 세계 최초의 컴퓨터과학 분야의 학술과 교육을 목적으로 하는 각 분야 학회들의 연합체이다. 2019년 5월 기준으로 전 세계에 약 10만명의 회원이 있으며, 미국의 뉴욕 시에 본부를 두고 있다. 공식 명칭을 직역하면 '계산기 학회'가 되며 컴퓨터 학회라고 부르기도 한다. 그러나 영문 약자를 그대로 부르는 경우가 많다.

## 활동
ACM에는 170여개 지부와 35개 특화분과(Special Interest Groups, SIGs)으로 구성되어 있으며, 이 조직들을 통해 대부분의 활동이 이루어진다. 또한 500여개 대학에 대학 지부를 두고 있다. 최초의 학생 지부는 1961년 루이지애나 대학교 라피엣캠퍼스에 설립되었다.
SIGGRAPH, SIGPLAN, SIGCSE, 그리고 SIGCOMM과 같은 많은 분과들이 정기 학회를 후원하며, 이 학회들은 해당 분야의 가장 앞선 논문들이 발표되는 장소로 널리 알려져 있다. 분과들은 해마다 많은 양의 해당 분야 저널, 매거진 및 뉴스레터를 출판하고 있다.
ACM은 ACM 국제 대학생 프로그래밍 대회와 같은 컴퓨터 과학 유관 행사도 후원하며, 가리 카스파로프와 딥 블루 컴퓨터의 체스 대전과 같은 행사 또한 후원했던 바 있다.
튜링상을 수여한다.

## 분과
ACM에서는 구체적인 연구 분야마다 SIG(Special Interest Group)라는 분과회를 구성한다. 각 SIG에서는 분야별로 학술대회나 워크숍 개최, 논문지 편집 따위를 한다. 2022년 현재 SIG 수는 37개이다. 아래는 모든 SIG의 이름과 주제의 목록이다.
- SIGACCESS: 접근성과 컴퓨팅
- SIGACT: 알고리즘과 계산 이론
- SIGAda: 에이다 프로그래밍 언어
- SIGAI: 인공지능
- SIGAPP: 응용 컴퓨팅
- SIGARCH: 컴퓨터 구조
- SIGBED: 내장형 시스템
- SIGBio: 생물정보학
- SIGCAS: 컴퓨터와 사회
- SIGCHI: 인간과 컴퓨터 상호작용
- SIGCOMM: 데이터 통신 및 컴퓨터 네트워크
- SIGCSE: 전산학 교육
- SIGDA: 설계 자동화
- SIGDOC: 의사소통
- SIGecom: 전자 상업
- SIGEVO: 유전 및 진화 연산
- SIGGRAPH: 컴퓨터 그래픽스
- SIGHPC: 컴퓨터 그래픽스
- SIGIR: 정보 검색
- SIGITE: 정보 기술 교육
- SIGKDD: 지식발견 및 데이터 마이닝
- SIGLOG: 논리 및 계산
- SIGMETRICS: 측정 및 평가
- SIGMICRO: 마이크로아키텍처
- SIGMIS: 경영 정보 시스템
- SIGMM: 멀티미디어
- SIGMOBILE: 이동 컴퓨팅
- SIGMOD: 데이터베이스
- SIGOPS: 운영 체제
- SIGPLAN: 프로그래밍 언어
- SIGSAC: 보안
- SIGSAM: 기호 및 대수적 조작
- SIGSIM: 시뮬레이션 및 모델링
- SIGSOFT: 소프트웨어 공학
- SIGSPATIAL: 공간정보
- SIGUCCS: 대학 컴퓨팅 서비스
- SIGWEB: 하이퍼텍스트, 하이퍼미디어, 웹

## 같이 보기
- 컴퓨터 과학
- 컴퓨팅
- 분류:ACM 석학회원
- 튜링상